# Варварино (городской округ Шаховская)
Варварино — деревня в городском округе Шаховская Московской области.

## Название
На карте Московской губернии 1860 года Ф. Ф. Шуберта — Варваровка.
В «Списке населённых мест» 1862 года Варварино (Рудаково).

## География
Деревня расположена в западной части округа, примерно в 17 км к юго-западу от райцентра Шаховская, в глухих лесах, у истоков малой речки Малинки (бассейн Рузы), высота центра над уровнем моря 240 м. Ближайший населённый пункт — Малинки в 3,5 км на северо-восток.

## История

### Эпоха Российской империи и межвоенный период
В «Списке населённых мест» 1862 года Варварино (Рудаково) — владельческое сельцо 1-го стана Волоколамского уезда Московской губернии по правую сторону Московского тракта, шедшего от границы Зубцовского уезда на город Волоколамск, в 40 верстах от уездного города, при пруде, с одним двором и 20 жителями (11 мужчин, 9 женщин).
По данным на 1890 год деревня входила в состав Муриковской волости, число душ мужского пола составляло 7 человек.
В 1913 году — 8 дворов.
Постановлением президиума Моссовета от 24 марта 1924 года Муриковская волость была включена в состав Судисловской волости.
По материалам Всесоюзной переписи населения 1926 года — деревня Малинковского сельсовета, проживало 59 человек (32 мужчины, 27 женщин), насчитывалось 13 крестьянских хозяйств.
С 1929 года — населённый пункт в составе Шаховского района Московской области.

### Великая Отечественная война
Находилась под военной оккупацией Нацистской Германии (1941-1942).
Рядом с деревней находилась база партизанского отряда имени Павла Шаховского района Московской области. 
После операции партизанского отряда по уничтожению штабного "фашистского обоза" с по меньшей мере 2 офицерами, деревня была сожжена и фактически превратилась в урочище: 
```
"...фашисты (в количестве 40 человек) предприняли на нас облаву. Но, боясь зайти далеко в лес, они обильно окатили пулеметным и автоматным огнем опушку леса. Потом расстреляли трех пленных красноармейцев, именуя их партизанами, и сожгли деревню 
Варварино
, ближайшую к месту нашего расположения".
[
13
]
```

### Современное время
1994—2006 гг. — деревня Косиловского сельского округа Шаховского района.
2006—2015 гг. — деревня сельского поселения Степаньковское Шаховского района.
2015 г. — н. в. — деревня городского округа Шаховская Московской области.

## Население
| 1859 | 1926 | 2002 | 2006 | 2010 |
| ---- | ---- | ---- | ---- | ---- |
| 20   | ↗59  | ↘0   | ↗1   | ↘0   |

## Памятные места, достопримечательности
Памятный знак на месте бывшей базы партизанского отряда.